# Гардизи
Абу Са‘ид Абд аль-Хайй ибн Заххак Гардизи (перс. ابوسعید عبدالحی بن ضحاک گردیزی‎), известный как Гардизи (перс. گردیزی‎; XI век, Гардез — 1061) — персидский географ и историк.

## Биография
О его жизни ничего не известно. Как показывает его нисба, он был родом из Гардеза, в одном дне пути от Газны по дороге в Индию.
Его труд «Зайн аль-ахбар» («Украшение известий») написан при Газневиде Абд ар-Рашиде (1049—1053). В нём он представил беспристрастный взгляд на историю, что было довольно примечательным для его времени. Он содержит историю персидских царей, Мухаммеда и халифов до 1032 года и подробную историю Хорасана со времени арабского завоевания до 1041 года; сюда вставлены также трактаты о греческой науке («Дар ма’ариф-и румийан»), о летосчислении и религиозных праздниках различных народов. Заключительные главы посвящены генеалогии («Ансаб») и науке («Ма’ариф»); среди них находится подробная, имеющая также очень большое значение для географии Средней Азии глава о тюрках и глава об Индии. Исторические источники Гардизи не цитирует; в главе о тюрках он ссылается на Ибн Хордадбеха, Джайхани и Ибн аль-Мукаффу. Известия об индийских праздниках, как утверждает Гардизи, он слышал от аль-Бируни, вследствие чего он рассматривается как ученик последнего. На историческую традицию на Востоке Гардизи оказал мало влияния и цитируется редко.